# Класифікація природних вод
Класифікація вод — поділ природних вод за хімічним складом, йонним складом, сольовим та газовим складом, мінералізацією, фізичними властивостями, наявністю специфічних компонентів тощо.
Виділяють:
- Класифікація вод за О. А. Алекіним
- Класифікація вод за В. А. Александровим
- Класифікація вод за В. В. Івановим та Г. А. Невраєвим
- Класифікація вод за В. Т. Малишеком
- Класифікація вод за мінералізацією
- Класифікація вод за хімічним складом

## Класифікація вод за О. А. Алекіним
Класифікація вод за О. О. Алекіним (англ. O.A.Alekin’s classification; нім. O.A.Alekin–Klassifikation f) — розподіл природних вод на основі принципу поділу хімічного складу води за переважаючими йонами з поділом за кількісним співвідношенням між ними. Переважаючими вважаються йони з невеликим відносним вмістом у відсотках в перерахунку на кількість речовини еквівалента. За переважаючим аніоном природні води поділяють на 3 класи:
1. гідрокарбонатних та карбонатних вод (більша частина маломінералізованих вод річок, озер, водосховищ та деякі підземні води);
2. сульфатних вод (проміжні між гідрокарбонатними та хлоридними водами, що генетично пов'язані з різними осадовими породами);
3. хлоридних вод (високомінералізовані води океану, морів, солоних озер, підземні води закритих структур тощо). Кожен клас за переважаючим катіоном підрозділяється на три групи: кальцієву, магнієву та натрієву. Кожна група в свою чергу підрозділяється на чотири типи вод, що визначаються співвідношенням між вмістом йонів у відсотках в перерахунку на кількість речовини еквівалента:
I. НСО3->Ca2++Mg2+;
II. HCO3-<Ca2++Mg2+<HCO3-+SO42-;
III. HCO3-+SO42-<Ca2++Mg2+ або Cl->Na+;
IV. HCO3- = 0.

### Типи води
- Води типу I: утворюються в процесі хімічного вилуговування вивержених порід або при обмінних процесах йонів кальцію та магнію на йон натрію. Найчастіше вони маломінералізовані, виняток складають води безстічних озер.
- Води типу II: змішані. Їх склад може бути пов'язаний генетично як з осадовими гірськими породами, так і з продуктами вивітрювання вивержених порід. До цього типу належить вода більшості річок, озер та підземні води з малою та помірною мінералізацією.
- Води типу III: метаморфізовані. Вони включають будь-яку частину сильно мінералізованих природних вод або вод, що піддаються катіонному обміну йонів натрію на йони кальцію та магнію. До цього типу належить вода океанів, морів, лиманів (морських), реліктових водоймищ тощо. До IV типу вод, що характеризується відсутністю НСО3- , належать кислі води — болотні, шахтні, вулканічні або води, що дуже забруднені промисловими стічними водами.
- Води типу IV: належать тільки до сульфатного та хлоридного класів, де не може бути вод типу І. Можливість існування природних вод інших класів (нітратний, боратний) не виключена, але надто малоймовірна. Більш реально переважання в деяких водах кремнієвої кислоти, але вона майже цілком недисоційована і не врівноважує катіонів. Виділення в окремий клас природних вод з переважанням органічної речовини неможливе, оскільки органічна речовина природних вод характеризується дуже складною сумішшю.

Для короткого позначення 27 видів природних вод застосовуються символи. Клас позначається символом, що виведений із назви відповідного аніона (С, S, Cl), а група — своїм хімічним символом, який проставляється у вигляді степені до символу класу. Належність до типу означає римська цифра в індексі до символу класу.
Отже, символи пишуться таким чином:
СІІСа (гідрокарбонатний клас, група кальцію, тип ІІ). Крім того, для кількісної характеристики додається мінералізація води (внизу з точністю до 0,1 ‰) та загальної жорсткості в перерахунку на молярну концентрацію речовини еквівалентів (зверху з точністю до цілих мілімолей в 1дм3); наприклад, СІІ0,4Са5 означає, що вода гідрокарбонатного класу, групи кальцію, типу II з мінералізацією 0,4 г/дм3 та жорсткістю 5 ммоль/дм3.

## Класифікація вод за В. А. Александровим
Класифікація вод за В. А. Александровим (англ. V.A.Alexandrov’s classification; нім. V.A.Alexandrow-Wasserklassifikation f) — розподіл природних вод на п'ять класів у перерахунку на кількість речовини еквівалента аніону, вміст якого перевищує 12,5 % (якщо вважати суму кількості речовини еквівалентів аніонів за 50 %), кожен із яких поділяється за переважаючими катіонами.
Першими чотирма класами є гідрокарбонатний, сульфатний, хлоридний та нітратний.
П'ятий клас змішаний і включає природні води, що містять одночасно різні аніони в концентраціях понад 12,5 %.
Крім цих класів, що поділяються за йонним складом, передбачається одночасний поділ природних вод за їх особливими властивостями:
- А — води з активними йонами:
  - а) залізисті (Fe>10 мг/дм3);
  - б) арсенисті (As>1 мг/дм3);
  - в) йодо-бромисті (Br>25 мг/дм3, J>10 мг/дм3);
  - г) кременисті (Н2SiO3>50 мг/дм3);
  - д) з іншими активними йонами (F, B, Li, Co та інші);

- Б — газові води:
  - а) вуглекислі (СО2>0,75 г/дм3);
  - б) сірководневі (Н2S>10 мг/дм3);
  - в) радонові (Rn>13,4х103Бк/м3);
  - г) інші газові води (азотні, метанові та інші);

- В — термальні води:
  - а) теплі (температура 20-37 0С);
  - б) гарячі (температура більше 37 0С).

Класифікація вод за В. А. Александровим служить для характеристики лікувальних мінеральних вод.

## Класифікація вод за В. В. Івановим та Г. А. Невраєвим
Класифікація вод за В. В. Івановим та Г. А. Невраєвим (англ. V.V.Ivanov's and G.A.Nyevzayev’s classification; нім. Wasserklassifikation f nach V.V.Iwanow und G.A.Newrajew) — розподіл мінеральних вод на 97 типів підземних вод, які розрізняються за сольовим та газовим складом, мінералізацією, фізичними властивостями, наявністю специфічних компонентів. Автори класифікації пропонують виділити 8 основних бальнеологічних груп мінеральних вод:
- 1) без специфічних компонентів і властивостей — переважно хлоридні та сульфатні мінеральні води з мінералізацією від 2 до 150 г/дм³ та газовим складом, що охоплює азот та метан. Характерні типи: московський (Останкіно), іжевський, баталінський, староруський, ташкентський тощо;
- 2) вуглекислі мінеральні води, що містять високі концентрації діоксиду вуглецю (понад 500—1400 мг/дм³) і належать до гідрокарбонатного класу (за класифікацією О. А. Алекіна) з мінералізацією від часток грама до 90 г і більше в 1 дм³. Характерні типи: боржомі, нарзан;
- 3) сульфатні сірководневі, що містять сірководню не менше 10-11 г/дм³. Є велика різноманітність хімічного складу, мінералізації та концентрації сірководню — серед них зустрічаються гідрокарбонатні, сульфідні, хлоридні води. Мінералізація сульфідних вод може сягати гранично високих значень (до 535 г/дм³). Характерні типи: мацестинський, іркутський тощо;
- 4) залізисті, арсенисті мінеральні води та води з великим вмістом марганцю, алюмінію, міді, цинку та інших металів. Для віднесення мінеральних вод до залізистих концентрація заліза повинна бути 20 мг/дм³ і більше, до арсенистих — концентрація арсену 0,7 мг/дм³ та більше. Рудні та шахтові води часто належать до кислих залізистих сульфатних вод, які містять декілька грамів заліза в 1 дм³ і мають високу мінералізацію води — до 80 г/дм3. Одним з представників арсенистих вод є вода «полюстрово» (Санкт-Петербург);
- 5) бромисті та йодисті мінеральні води з високим вмістом брому (не нижче 25 мг/дм³) і йоду (не нижче 5 мг/дм³). Йодо-бромисті води зустрічаються в Україні, на Північному Кавказі, в Сибіру та Середній Азії;
- 6) мінералізовані води з високим вмістом органічних речовин. Типовим представником цієї групи мінеральних вод є вода «нафтуся» (Карпати);
- 7) радонові мінеральні води, що містять понад 185 Бк/дм³ радону. До них належать мінеральні води Цхалтубо та П'ятигорська;
- 8) кременисті терми — гарячі води з температурою вище 35 0С, що містять не менше 50 мг/дм³ кремнієвої кислоти. Мінералізація таких вод помірно висока (до 10-15 г/дм³). Ці води поширені на Північному Кавказі, Тянь-Шані, Камчатці.

## Класифікація вод за В. Т. Малишеком
Класифікація вод за В. Т. Малишеком (англ. V.T.Malyshek’s classification of natural waters; нім. V.T.Malyschek–Naturgewässerklassifikation f) — розподіл природних вод за їх поверхневою активністю на групи вод:
- неактивних — всі тверді води (річкові, підруслові, тверді пластові, морські), які не здатні при контакті з нафтами нейтралізувати їх поверхневу активність;
- малоактивних — пластові води нафтових родовищ та інші поверхневі води перехідного типу від твердих до лужних, які характеризуються незначним вмістом солей кальцію і магнію, здатних обмилювати частину органічних кислот;
- активних — лужні пластові води, в тому числі води нафтових родовищ, що містять поряд з лужними солями натрію і калію, також натрієві солі органічних кислот; активність лужних вод залежить як від концентрації лужних солей і кількості мил органічних кислот, так і від характеристики йонів, які зумовлюють лужність води (кількості йонів НСО3- , СО32-, ОН- та інш.);
- високоактивних — концентровані лужні розсоли, які отримані в результаті випаровування лужних пластових вод у спеціальних басейнах або природних озерах; в результаті випаровування має місце перехід йонів НСО3- в йони СО32- , що зумовлює швидше омилювання органічних кислот нафти, та збільшення концентрації солей органічних кислот.

## Класифікація природних вод за мінералізацією
Класифікація природних вод за мінералізацією — розподіл природних вод за мінералізацією (за сумою іонів, що встановлені у воді хімічним аналізом).

### Класифікація природних вод за мінералізацією О.О.Алекіна
О. О. Алекін (1970) запропонував такий поділ природних вод за мінералізацією:
1. прісні — менше 1 ‰;
2. солонуваті — 1-25 ‰;
3. солоні — 25-50 ‰;
4. розсоли — понад 50 ‰.

Існують градації мінералізації води й у вужчих межах, щодо певних водних об'єктів або районів. Така класифікація дає змогу провести розподіл природних вод в загальних рисах, не враховуючи особливостей відносного іонного складу. Однак урахування мінералізації води необхідне, тому ця класифікація повинна доповнювати класифікації, що основані на інших принципах. Важливо знати, що згідно нормативних вимог мінералізація води джерел питного господарсько-питного водопостачання не повинна перевищувати 1000 мг/дм³ (1 г/дм³, 1 ‰), але за дефіциту прісної води в регіоні може бути 1500 мг/дм³ (1,5 г/дм³) — за погодженням з головним санітарним лікарем відповідної адміністративної території України.

### Класифікація природних вод за мінералізацією В.К.Хільчевського
В. К. Хільчевським (2003) була розроблена класифікація природних вод за мінералізацією, в якій значною мірою враховані сучасні практичні та екологічні вимоги до якості вод, їх використання та охорони, а також значний досвід детального вивчення хімічного складу природних вод України:
- дуже прісні — менше 0,1 г/дм³;
- помірно прісні — 0,1 — 0,6 г/дм³;
- прісні з підвищеною мінералізацією — 0,6 — 1,0 г/дм³;
- слабосолоні — 1,0 — 3,0 г/дм³;
- середьосолоні — 3,0 −15,0 г/дм³;
- солоні — 15,0 — 35,0 г/дм³;
- сильносолоні −35 — 50 г/дм³;
- розсоли — понад 50 г/дм³.

## Класифікація вод за хімічним складом
Класифікація вод за хімічним складом (англ. classification of natural waters according to chemical composition; нім. Naturgewässerklassifikation f nach der chemischen Zusammensetzung f) – розподіл природних вод за хімічним складом на класи за певною загальною ознакою, що складає систему.
Основою для систематизації в існуючих класифікаціях є різні ознаки: мінералізація, концентрація переважаючого компонента або груп їх, співвідношення між концентраціями різних йонів, наявність підвищених концентрацій будь-яких специфічних компонентів - газового (СО2, Н2S, СН4 тощо) або мінерального (F, Ra та інші) складу. Відомі спроби класифікувати природні води згідно із загальними умовами, в яких формується їхній хімічний склад, а також за гідрохімічним режимом водних об’єктів. Іноді застосовують і класифікації, що основані на утворенні гіпотетичних солей.
До найвідоміших належать класифікації Пальмера, С.А.Шукарєва, І.Толстихіна, В.А.Суліна, О.А.Алекіна. Для мінеральних вод раніше застосовували класифікацію за В.А.Александровим, сьогодні - за В.В.Івановим та І.А.Невраєвим; для розсолів використовується класифікація за М.Г.Валяшком. Для поверхневих вод найчастіше застосовується класифікація за О.А. Алекіним.